# Herman Rudolf Müller
Herman Rudolf Müller (9. november 1856 i Holbæk – 23. januar 1935 i København) var Danmarks formentlig sidste xylograf.
Müllers forældre var kurvemagermester, senere oldermand Herman Rudolf Müller og Petra Nicoline Koch. Han lærte xylografi hos J.F. Rosenstand og Frederik Hendriksen, blev dimitteret fra Det tekniske Selskabs Skole og optaget på Kunstakademiet januar 1874, hvor han var elev indtil foråret 1875. 1881-85 rejste Müller med stipendium først til Leipzig og var derefter 3 år i Paris, hvor han bl.a. arbejdede hos Stéphane Pannemaker. 1891 gennemførte han en kortere studierejse til Berlin. Ved Rosenstands død 1887 overtog og videreførte han J.F. Rosenstands værksted sammen med xylograf Herman L. Basse.
Han udstillede værker på den nordiske udstilling 1888, hvor han vandt bronzemedalje, og på udstillingen i  Stockholm 1897.
Af Müllers talrige træsnit, der sjældent er signeret med andet end "J.F. Rosenstand", kan bl.a. nævnes en række portrætter af H.W. Bissen, J.C. Jacobsen, Louis Pasteur, Magdalene Thoresen, A.D. Jørgensen og historiske personer som Frederik VI, Hans Nansen og Struensee. Han udførte efter Frants Henningsens tegninger illlustrationerne til Poul Martin Møller: En dansk Students Eventyr (1896) og efter Hans Tegner til verdensudgaven af H.C. Andersen (1900); desuden et antal exlibris efter tegning af Joakim Skovgaard og Hans Tegner. Fra hans tid i Paris kendes nogle store landskaber i træsnit efter franske kunstnere. Han er repræsenteret i Kobberstiksamlingen.
Müller og hans kompagnon var de sidste, der drev deres værksted alene med xylografien for øje, og med dets lukning sommeren 1931 uddøde xylografien som håndværk stort set i Danmark. 
Müller er begravet på Vestre Kirkegård.